# Kleine Füchse Raule-Stiftung
Die Kleine Füchse Raule-Stiftung ist eine gemeinnützige Stiftung des bürgerlichen Rechts mit Sitz in Wiesbaden.

## Ziele und Aktivitäten
Die Stiftung hat das Ziel, begabte und hochbegabte Kinder im Vorschulalter zu entdecken und individuell zu fördern. Mithilfe einer professionellen, begabungsgerechten Begleitung in bestehenden Kita-Gruppen sollen die betroffenen Kinder in ihrer Entwicklung gestärkt werden sowie alle Kinder der betreuten Fördereinrichtungen von den verbesserten Rahmenbedingungen profitieren.
Bis Ende des Jahres 2019 wurden über 850 begabte und hochbegabte Kinder durch die begabungspsychologische Beratungsstelle der Stiftung in Wiesbaden entdeckt. Diese führt Intelligenzdiagnostiken bei Kindern ab einem Alter von drei Jahren durch und berät Familien umfassend. Mehr als 1330 pädagogische Fachkräfte nahmen zudem bislang an den Fortbildungsangeboten der Stiftung teil.
Zum 1. Januar 2024 richtet sich die Stiftung neu aus und erweitert ihren Wirkungsradius. Künftig liegt der Schwerpunkt auf der Förderung begabungspädagogischer Fortbildungen für Erzieher und Erzieherinnen im gesamten Bundesgebiet. Das operative Geschäft mit Begabungspsychologischer Beratungsstelle und Fortbildungsdurchführung übernimmt die ASB Lehrerkooperative.

## Entstehung
Die Stiftung wurde am 9. Dezember 2003 von Horst Raule gegründet. Ausschlaggebend dafür waren die Ergebnisse deutscher Schüler in der ersten Pisa-Studie aus dem Jahr 2000. Diesen wollten Horst und Ursula Raule mit einer Bildungsinitiative begegnen, die begabungsgerechte Förderung bereits im Vorschulalter umsetzt. 2006 nahm die begabungspsychologische Beratungsstelle der Stiftung in Wiesbaden ihre Tätigkeit zur Schulung von Erziehern in der begabungsgerechten Förderung von Kindern auf und startete erstmals eine Fortbildung von Erziehern mit 18 Teilnehmern.
Anfang 2007 etablierte sich das Modell „Kleine Füchse“ als Förderkonzept mit den drei Bereichen Fortbildung, Beratung und Partner-Kita-Netzwerk. Die Fortbildung der Stiftung wurde 2007 durch das Hessische Ministerium für Soziales und Integration und 2008 durch das Ministerium für Familie, Frauen, Jugend, Integration und Verbraucherschutz Rheinland-Pfalz akkreditiert. 2009 wurde ein wissenschaftlicher Beirat berufen, um die Umsetzung aktueller wissenschaftlicher Erkenntnisse sicherzustellen.
Am 25. Mai 2012 erhielten die Eheleute Horst und Ursula Raule für deren Engagement im Bildungsbereich die Georg August Zinn-Medaille des Landes Hessen, verliehen in der Wiesbadener Staatskanzlei durch Ministerpräsident Volker Bouffier. Bis 2013 erweiterte sich das Netzwerk der Partner-Kitas deutlich durch die Unterstützung von Kooperationspartnern wie der Dr. Wolfgang und Anita Bürkle Stiftung und der Landesstiftung Miteinander in Hessen. Zu diesem Zeitpunkt wurde das Modell „Kleine Füchse“ in Wiesbaden, Mainz, Ingelheim, Limburg, Bingen, Region Kirn und Idar-Oberstein, Königstein, Hünstetten und Bad Kreuznach umgesetzt. Mit 51 Partner-Kitas, über 400 entdeckten begabten und hochbegabten Kindern und mehr als 250 Fortbildungsteilnehmern galt die Stiftung als Impulsgeber für die frühkindliche Bildung in der Rhein-Main-Region.
2019 baute die Stiftung den Bereich „Fortbildung“ weiter aus. Neben der berufsbegleitenden Fortbildungsreihe zur „Begabungspädagogischen Fachkraft Stiftung Kleine Füchse“ kamen Tagesseminare als Angebot für pädagogisches Fachpersonal hinzu. Horst Raule übertrug der Stiftung die Immobilie Gustav-Freytag-Straße 29 in Wiesbaden, in der die Begabungspsychologische Beratungsstelle bereits seit 2017 arbeitete. Hier sollen neue Schulungsräume entstehen, die einen weiteren Ausbau des Fortbildungsangebots für Teilnehmer aus ganz Deutschland ermöglichen. Mit der Übertragung dieser und weiterer Immobilien in Leipzig verdoppelte sich das Stiftungskapital auf mehr als 12 Millionen Euro.
Um in der Corona-Pandemie verantwortungsvoll handeln, die Fortbildungen aber dennoch ohne Unterbrechung anbieten zu können, entwickelt die Stiftung im März 2020 digitale Formate für Zertifikats-Kurse und Tages-Seminare. Diese finden künftig in Kombination mit Präsenz-Kursen statt. Das im Vorjahr geplante Fortbildungszentrum eröffnet im Mai 2020 und ermöglicht es der Stiftung, Veranstaltungen auch unter Einhaltung der gegebenen Personenabstände durchzuführen. Pädagogische Foren und Elternberatungen finden ebenfalls nahezu durchgehend statt. Die Stiftung Kleine Füchse bleibt auch in Krisenzeiten zuverlässiger Ansprechpartner für pädagogisches Fachpersonal und Familien begabter und hochbegabter Kinder. Mit Mitteln aus einem Immobilienverkauf erhöht Stifter Horst Raule das Stiftungskapital um 3 Millionen Euro auf 15 Millionen Euro.
Zum 1. Januar 2024 richtet sich die Stiftung neu aus und erweitert ihren Wirkungsradius. Künftig liegt der Schwerpunkt auf der Förderung begabungspädagogischer Fortbildungen für Erzieher und Erzieherinnen im gesamten Bundesgebiet. Das operative Geschäft mit Begabungspsychologischer Beratungsstelle und Fortbildungsdurchführung übernimmt die ASB Lehrerkooperative. 